# Glitch (musik)
Glitch är ett stilbegrepp inom elektronisk musik som växte fram mellan mitten och slutet av 1990-talet. Glitch kännetecknas på avsiktlig användning av glitchbaserade ljudlandskap, vilket normalt skulle ses som oönskade störningar eftersom det försämrar ljudkvaliteten och därmed vanligen undviks vid ljudinspelningar.

## Exempel på artister som använder tekniken
- Alva Noto
- Autechre
- Frank Bretschneider
- Kim Cascone
- Oval
- Ryoji Ikeda
- Prefuse 73
- TheFatRat